# Maratus noggerup
Maratus noggerup — вид павуків родини павуки-скакуни (Salticidae). Описаний у 2020 році.

## Назва
Назва виду походить від типового місцезнаходження.

## Поширення
Ендемік Австралії. Поширений у штаті Західна Австралія.

## Опис
Самці завдовжки 4-5 мм. Єдина відома самиця сягала 5,8 мм.